# NGC 7086
NGC 7086 is een open sterrenhoop in het sterrenbeeld Zwaan. Het hemelobject werd op 21 september 1788 ontdekt door de Duits-Britse astronoom William Herschel.
Vanuit de Benelux gezien kan NGC 7086, tijdens de culminatie, tot in het zenit klimmen.

## Synoniemen
- OCL 214